# Вайкхард Йозеф фон Траутмансдорф-Вайнсберг
Вайкхард Йозеф фон Траутмансдорф-Вайнсберг (на немски: Weikhard Joseph von und zu Trauttmansdorff-Weinsberg; * 19 май 1711, Грац; † 11 май 1788, Грац) е граф на Траутмансдорф в Австрия от старата австрийска и бохемска рицарска фамилия фон Траутмансдорф.

## Произход
Той е най-малкият син на имперски граф Максимилиан Зигмунд фон Траутмансдорф (1674 – 1731) и съпругата му графиня Мария Габриела Барбара фон Щархемберг (1673 – 1745), вдовица на Станислаус Весел и граф Франц Карл фон Дюневалд-Пиксендорф († 1693), дъщеря на граф Ернст Рюдигер фон Щархемберг (1637 – 1701), спасителят на Виена от турците 1683 г., и графиня Хелена Доротея фон Щархемберг (1634 – 1688). Най-големият му брат е Зигмунд Ернст († 1762).
Децата му имат фамилното име „фон и цу Траутмансдорф-Вайнсберг“, което е дадено от императора на рода през 1639 г.

## Фамилия
Първи брак: с графиня Шарлота фон Вагенсберг (* 28 август 1718; † 6 март 1750). Те имат четири дъщери:
- Барбара (* 2 юли 1734), манастирска дама в Прага
- Антония (* 11 юни 1736), доминиканска монахиня
- Ребека (* 31 декември 1738)
- Алойзия (* 7 юни 1748)

Втори брак: на 21 февруари 1751 г. в Грац с графиня Мария Анна Йозефа Антония фон Вурмбранд-Щупах (* 8 юли 1733, Грац; † 1 март 1807, Грац), внучка на граф Волфганг Фридрих фон Вурмбранд-Щупах (1652 – 1704), дъщеря на граф Леополд фон Вурмбранд-Щупах (1701 – 1759) и графиня Терезия Сабина фон и цу Вилденщайн (1700 – 1772). Те имат четирима сина:
- Алойз (* 19 декември 1754, Грац; † 6 юни 1820, Грац), женен на 3 октомври 1785 г. в Грац за графиня Юлиана Терезия Барбара Анна Мария Агата фон Атемс (* 4 февруари 1753, Грац; † 26 април 1839, Грац)
- Йохан Непомук (* 13 август 1757, Грац; † 9 март 1809, Виена), женен на 18 юли 1796 г. в Бобниц за графиня Мария Терезия Надасди де Надасд ет Фогарасфолд (* 15 април 1771; † 9 май 1817/14 май 1847)
- Вайкхард (* 19 април 1760; † 1842), Приор ин Кромериз
- Мария Тадеуз (* 28 май 1761, Грац; † 20 януари 1819, Виена, погребан в катедралата на Оломоуц), епископ на Терст, епископ на Храдец Кралове, архиепископ на Оломоуц, кардинал
- Йоахим Винценц Игнац Маурициус (* 22 септември 1771, Грац; † 27 февруари 1835, Прага), женен в Хлумец на 28 май 1810 г. за графиня Хенриета фон Алемагна (* 1783; † 6 юли 1863, Прага)